# Opaon granulosus
Opaon granulosus är en insektsart som beskrevs av Kirby, W.F. 1902. Opaon granulosus ingår i släktet Opaon och familjen gräshoppor. Inga underarter finns listade i Catalogue of Life.